# Малые Кармалы (Татарстан)
Малые Кармалы — деревня в Камско-Устьинском районе Татарстана. Входит в состав Уразлинского сельского поселения.

## География
Находится на левобережье реки Карамалка, в 7 км к западу от районного центра — посёлка городского типа Камское Устье.

## История
Основана в XVII веке переселенцами из село Большие Кармалы.
В XVIII – первой половине XIX века жители относились к сословию государственных крестьян. Их основные занятия в этот период – земледелие и разведение скота.
В «Списке населенных мест по сведениям 1859 года», изданном в 1866 году, населённый пункт упомянут как казённая деревня Починок Карманов 1-го стана Тетюшского уезда Казанской губернии. Располагалась при речке Алгаше, по левую сторону Лаишевского торгового тракта, в 39 верстах от уездного города Тетюши и в 12 верстах от становой квартиры в казённом селе Новотроицкое (Сюкеево). В деревне, в 32 дворах жили 200 человек (99 мужчин и 101 женщина).
В 1869 году в деревне была построена мечеть. 
В 1908 году из-за необходимости более просторной мечети жители обратились в губернское правление за соответствующим разрешением, которое было получено летом следующего года. В 1910 году была построена новая деревянная мечеть с трехъярусным минаретом (закрыта в 1931 г., в здании располагалась школа).
В начале XX века здесь также действовали медресе, 2 ветряные мельницы, 2 крупообдирки, 2 мелочные лавки. Земельный надел сельской общины составлял 482,1 десятину.
До 1920 года деревня входила в Богородскую волость Тетюшского уезда Казанской губернии. С 1920 года в составе Тетюшского, с 1927 – Буинского кантонов ТАССР. С 10 августа 1930 – в Камско-Устьинском, с 1 февраля 1963 – в Тетюшском, с 12 января 1965 — в Камско-Устьинском районах.
В 1931 году в деревне образован колхоз им. Ворошилова, в 1994–2003 годах коллективное предприятие «Кама», в 2003–2009 — сельскохозяйственный производственный кооператив «Кама».
До 2011 года в деревне работала начальная школа.

## Население
| 1782 | 1859 | 1897 | 1908 | 1920 | 1926 | 1938 | 1949 | 1958 | 1970 | 1979 | 1989 | 2002 | 2010 | 2017 |
| ---- | ---- | ---- | ---- | ---- | ---- | ---- | ---- | ---- | ---- | ---- | ---- | ---- | ---- | ---- |
| 31   | 200  | 553  | 638  | 745  | 567  | 623  | 567  | 438  | 401  | 326  | 246  | 210  | 163  | 124  |

Национальный состав села — татары.

## Экономика
Сельскохозяйственное предприятие — отделение «Кармалы» филиала №1 общества с ограниченной ответственностью «Агрофирма «Нармонка».

## Инфраструктура
Действуют дом культуры (с 1946 г.), библиотека, фельдшерско-акушерский пункт.

## Религия
Мечеть (1910 г., в 1931 г. была закрыта, в 1990-х гг. вновь открыта, памятник культовой архитектуры).

## Известные люди
- Л. С. Салимуллин (1932–1993) – спортсмен, тренер (вольная борьба, самбо), мастер спорта СССР по самбо, вольной борьбе, судья всесоюзной категории